# Pueblo Nuevo Sitala
Pueblo Nuevo Sitala es una localidad del estado mexicano de Chiapas. Es parte del municipio de Simojovel.

## Toponimia
El nombre «Sitala» proviene de los términos en náhuatl sitla, liebre; tlan, lugar. Su significado es «lugar de liebres».

## Demografía
| Gráfica de evolución demográfica |
|                                  |

| Censo | Población |
| ----- | --------- |
| 1900  | 438       |
| 1910  | 489       |
| 1921  | 558       |
| 1930  | 457       |
| 1940  | 594       |
| 1950  | 790       |
| 1960  | 1 048     |
| 1970  | 863       |
| 1980  | 934       |
| 1990  | 1 619     |
| 2000  | 2 101     |
| 2010  | 2 437     |
| 2020  | 3 011     |